# グレース・オブ・ゴッド 告発の時
『グレース・オブ・ゴッド 告発の時』（グレース・オブ・ゴッド こくはつのとき、Grâce à Dieu）は、2018年のフランス・ベルギーのドラマ映画。監督はフランソワ・オゾン、出演はメルヴィル・プポーとドゥニ・メノーシェなど。
フランス全土を震撼させた神父による児童への性的虐待事件「プレナ神父事件」を映画化した社会派映画。

## ストーリー
プロローグ
2014年、フランスの南東部にあるリヨン。妻と5人の子供たちと共に暮らしている40歳のアレクサンドルは、あるトラウマを抱えながら生きていた。ある時、少年時代のボーイスカウト仲間から「君も神父に触られた？」と尋ねられ、プレナ神父から性的虐待を受けた過去をまざまざと思い出してしまう。
そんなある日、アレクサンドルはプレナ神父が今も聖職者をしており、再びリヨンに戻ってきたことを知る。アレクサンドルは自分のような新たな被害者が出るのを止めるため、過去の事件の告発を決意する。だが、それは同時に、社会や家族との軋轢を生じさせる戦いの日々が待っていた。
序盤
まず最初に相談をしたバルバラン枢機卿は、処分を求めるアレクサンドルに共感の意を表してはいたが、親たちの間では人徳者として信用されていたプレナ神父を裁こうとはしなかったため、アレクサンドルは不信感を募らせる。
自分の事件は時効になっていたが他にもまだ多くの被害者がいるはずと、プレナ神父に対する告訴状を提出。捜査に動き出した警察は、「1991年に枢機卿宛てに届いた手紙」を発見し、その手紙はフランソワ少年の母親から送られたもので、プレナ神父による息子への行いを非難する内容だった。
フランソワははじめは関わりを拒んでいたものの、性的虐待の記憶が蘇るにつれ怒りがこみあげ、警察に全てを告白。それと同時に、被害を知っていながら何もしなかった教区も訴える決意を固める。
中盤
戦う覚悟を決めたフランソワは、バルバラン枢機卿に対して「マスコミにリークする」と宣戦布告し、顔も名前も公表してテレビ取材を受け、大々的にアピールしていく。
フランソワの訴えを見て、同じように性被害にあったジルから連絡がきて、2人で『被害者の会』を設立し、証言や被害者を集めるために、全国規模での記者会見を開くことになる。
その後、同じ性被害者であるエマニュエルという男性が現れる。彼は神父の性的暴力から深刻なトラウマを抱えてPTSDを発症しており、現在も突然倒れ痙攣をおこす発作を持っていた。こうして、プレナ神父から虐待を受けた男性たちの輪は広がっていき、教会への抗議の声は高まっていった。
終盤
世論に押される形で、ついにバルバラン枢機卿は会見を開く。しかし、その内容は否定的なものであり、この対応に被害者たちはもちろん多くの国民が落胆することになる。だが、プレナ神父は自らの行為を認めたことから起訴されることとなり、被害者たちの声が認められアレクサンドルたちは歓喜する。
後日、出かけようとする息子に、「まだ神を信じてるの？」と問われたアレクサンドルは、何も答えず微笑み返すのであった。
エピローグ
- 2019年1月、バルバラン枢機卿ほかカトリック教会幹部5人が、「プレナ神父の性的暴行を通報しなかったこと」「少年たちを適切に救わなかったこと」に対する裁判が開始。
- 2019年3月、バルバラン枢機卿、執行猶予付き禁固6カ月の有罪判決。
- 2020年1月、プレナ神父の裁判開始。検察から少なくとも8年の懲役求刑。
- 2020年1月、バルバラン枢機卿の控訴審で、一審を覆し無罪判決。
- 2020年3月、プレナ神父に禁固5年の有罪判決。これにプレナは上告。
- 事件の審理は、現在も継続されている。

## キャスト

### 被害者たち
- アレクサンドル・ゲラン: メルヴィル・プポー - 被害者。最初の告発者。
- フランソワ・ドゥボール: ドゥニ・メノーシェ - 被害者。被害者の会を結成。
- エマニュエル・トマサン: スワン・アルロー - 被害者。
- ジル・ペレ: エリック・カラヴァカ（フランス語版） - 被害者。被害者の会をフランソワと結成。

### 教会関係者
- ベルナール・プレナ神父（フランス語版）: ベルナール・ヴェルレー（フランス語版） - 加害者。
- フィリップ・バルバラン枢機卿: フランソワ・マルトゥーレ（フランス語版）
- レジーヌ・メール: マルティーヌ・エレール - アレクサンドルに対する教会側の窓口担当者。

### 被害者の家族たち
- イレーヌ: ジョジアーヌ・バラスコ - エマニュエルの母。
- オディール・ドゥボール: エレーヌ・ヴァンサン（フランス語版） - フランソワの母。
- ピエール・ドゥボール: フランソワ・シャト（フランス語版） - フランソワの父。
- マリー・ゲラン: オレリア・プティ（フランス語版） - アレクサンドルの妻。実は神父による性的虐待の被害者。
- アリーヌ・ドゥボール: ジュリー・デュクロ（フランス語版） - フランソワの妻。
- ドミニク・ペレ: ジャンヌ・ロザ（フランス語版） - ジルの妻。

### 警察
- クルトー警部: フレデリック・ピエロ（フランス語版） - 未成年保護班の刑事。アレクサンドルの告発を受けて事件を担当。

## 作品の評価

### 映画批評家によるレビュー
アロシネによれば、フランスの34のメディアによる評価の平均は5点満点中4.1点となっている。
Rotten Tomatoesによれば、批評家の一致した見解は「忍耐強いアプローチで信念を持って作られた『グレース・オブ・ゴッド 告発の時』は、現実世界の恐怖から冷静に心を掴む映画を描き出している。」であり、96件の評論のうち高評価は96%にあたる92件で、平均点は10点満点中7.6点となっている。
Metacriticによれば、20件の評論のうち、高評価は17件、賛否混在は3件、低評価はなく、平均点は100点満点中75点となっている。

### 受賞歴
| 賞                       | 部門                      | 対象                   | 結果       |
| ------------------------ | ------------------------- | ---------------------- | ---------- |
| 第69回ベルリン国際映画祭 | 銀熊賞 (審査員グランプリ) |                        | 受賞       |
| 第45回セザール賞         | 作品賞                    |                        | ノミネート |
| 第45回セザール賞         | 監督賞                    | フランソワ・オゾン     | ノミネート |
| 第45回セザール賞         | 主演男優賞                | メルヴィル・プポー     | ノミネート |
| 第45回セザール賞         | 助演女優賞                | ジョジアーヌ・バラスコ | ノミネート |
| 第45回セザール賞         | 助演男優賞                | スワン・アルロー       | 受賞       |
| 第45回セザール賞         | 助演男優賞                | ドゥニ・メノーシェ     | ノミネート |
| 第45回セザール賞         | 脚本賞                    | フランソワ・オゾン     | ノミネート |
| 第45回セザール賞         | 編集賞                    | ロール・ガルデット     | ノミネート |